# Ван дер Аа, Абрахам Якоб
Абрахам Якоб ван дер Аа (нидерл. Abraham Jacob van der Aa; 7 декабря 1792, Амстердам — 21 марта 1857, Горинхем) — нидерландский литератор, составитель географического и биографического справочника Нидерландов.

## Биография
Родился 7 декабря 1792 года в Амстердаме в семье адвоката. Отец - Жан Пьер Батист Шарл ван дер Аа (1770-1812), мать -  Франсинка Адриана Барта ван Пене, брат - Кристиан Петрус Робиде ван дер Аа (1791-1851). С 6 до 12 лет посещал дневную школу в Амстелвене, затем год учился в частном пансионе; некоторое время ходил в латинскую школу в Лейдене, где тогда жил с родителями. После был отправлен в Германию, в город Линген, где изучал древние языки.
По возвращении в Лейден в 1810 году учился там в медицинской школе, но был вынужден её оставить после смерти отца. Позднее проходил обязательную военную службу (до 1817 года). Проходил службу на морском флоте и попал на новый фрегат военно-морского флота под французским командованием, который был побежден англичанами в его первом путешествии (отбыл два месяца лишения свободы в Англии). Как то  попытавшись открыть в Лёвене книжный магазин, стал учителем нидерландского языка. После 1839 года переехал в Горинхем, где создал несколько справочных трудов, в том числе «Географический справочник Нидерландов» (нидерл. Aardrijkskundig Woordenboek der Nederlanden) и «Биографический справочник Нидерландов» (нидерл. Biographisch woordenboek der Nederlanden)
Его 14-томный географический справочник, созданный при помощи большого числа краеведов и других географов, охватывал сведения о  Нидерландах, Люксембурге и нидерландских колониях.
Умер 21 марта 1857 года в Горинхеме.

## Работы
- Abraham Jacob van der Aa ist Verfasser und Herausgeber mehrerer Nachschlagewerke.
- Nieuw biographisch, anthologisch en critisch woordenboek van Nederlandsche dichters
- Biographisch Woordenboek der Nederlanden
- Aardrijkskundig Woordenboek der Nederlanden
- Aardrijkskundig Woordenboek van Noord-Brabant. Breda, 1832
- Herinneringen uit het gebied der geschiedenis. Amsterdam 1835
- Nieuwe herinneringen. Amsterdam 1837
- Geschied- en aardrijkskundige beschrijving van het koningrijk der Nederlanden. Gorinchem 1841
- Nieuw biographisch, anthologisch en critisch woordenboek van Nederlandsche dichters. Amsterdam 1844-1846 3. Teile
- Geschiedkundig beschrijving van Breda. Gorinchem 1845
- Nederlandsch Oost-Indië. Amsterdam und Breda, 1846-57, 4 Teile;
- Beschrijving van den Krimpener en den Loopikerwaard., Schoonh. 1847
- Nederland, handboekje voor reizigers. Amsterdam 1849
- Lotgevallen van Willem Heenvliet. Amsterdam 1851;
- Biografisch Woordenboek. der Nederlanden. Haarlem 1851-57;
- Beknopt Aardrijkskundig Woordenboek der Nederlanden. Gorinchem 1851-54
- Bloemlezing uit [Van Effen's] Spectator. In: Klassiek en Letterkundig Pantheon 1855,
- Parelen uit de lettervruchten van Nederl. dichteressen., Amsterdam 1856
- Ons Vaderland en zijne bewoners., Amsterdam 1855-57